# Френк Тіплер
Френк Дж. Тіплер (англ. Frank Jennings Tipler III; 1 лютого 1947 , Андалусія, Алабама ) — американський фізик, математик і космолог, який працює на факультеті математики та фізики Університету Тулейн. Прибічник концепції «точки Омега» П'єра Теяра де Шардена — сингулярності, цілеспрямовано організованої у Всесвіті розумним життям.

## Життєпис
Френк Тіплер народився 1947 року в Андалусії (штат Алабама, США). У віці 22 роки здобув ступінь бакалавра фізичних наук у Массачусетському технологічному інституті, а 1976 року — докторський ступінь в Університеті Меріленду в галузі глобальної загальної теорії відносності. Від 1981 року — професор математичної фізики в Університеті Тулейн.